# Leiro
Leiro – gmina w Hiszpanii, w prowincji Ourense, w Galicji, o powierzchni 38,25 km². W 2011 roku gmina liczyła 1763 mieszkańców.